# Charles Abbot
Charles Abbot (Londres, 24 de março de 1761 – Bedford, 8 de setembro de 1817) foi um botânico e entomólogo britânico.

## Vida
Abbot foi educado no Winchester College e matriculado no New College, Oxford em 1779, com um mestrado em 1787. Ele foi eleito membro da Linnean Society of London em 1793.
Abbot era vigário de Oakley Raynes and Goldington, em Bedfordshire. E capelão do Marquês de Tweeddale. Ele morreu em Bedford em setembro de 1817.

## Trabalhos
Abbot é conhecido por fazer, em 1798, a primeira descoberta na Inglaterra de Papilio paniscus. Seus escritos incluem o manuscrito "Catalogus plantarum" (maio de 1795); uma lista de 956 plantas de Bedfordshire; e um livro posterior sobre o mesmo assunto, Flora Bedfordiensis (novembro de 1798). Outras obras incluem o volume de 1807 de sermões intitulados Divindade Paroquial. Ele também escreveu uma monodia sobre a morte de Horatio, Lord Nelson, em 1805.